# Гедсер
Гедсер (на датски: Gedser) е град в Дания. Разположен е на остров Фалстер. Населението му е 741 души през 2016 година.

## География

### Разположение
Гедсер е разположено на остров Фалстер, на брега на Балтийското море.

### Климат
Климатът в Гедсер е умерен морски. Най-важен климатообразуващ фактор е Атлантическият океан. Характерно за умерения морски климат е меката зима, за разлика от умереноконтиненталния климат, където зимите са студени. Лятото е прохладно.